# Evergestis merceti
Evergestis merceti là một loài bướm đêm trong họ Crambidae.